# Jefferson Cardoso dos Santos
Jefferson Cardoso dos Santos (* 15. Februar 1986 in São Vicente) ist ein  ehemaliger brasilianischer Fußballspieler auf der Position eines Verteidigers.

## Karriere
Jefferson begann bei São Vicente AC in seiner Geburtsstadt mit dem Vereinsfußball. 2007 wechselte er nach Jabaquara zum dortigen Jabaquara AC in die vierte brasilianische Liga. 2009 holte in Red Bull Brasil nach Campinas. Mit den brasilianischen Bullen stieg er zweimal in Serie bis in die Primera Divisão Serie A2 auf. Im Sommer 2011 durfte er gemeinsam mit seinem Mannschaftskollegen Alex Rafael zu einem Probetraining bei FC Red Bull Salzburg antreten, wo sie unter anderem Testspiele gegen Bayer 04 Leverkusen und Olympique Lyon bestritten. Er wusste zu überzeugen und wurde wie sein Kollege Alex Rafael verpflichtet. Nachdem Alex Rafael im Dezember wieder zurück nach Brasilien geschickt wurde, ging auch Jefferson Februar 2012 auf eigenen Wunsch, nach nur 8 Bundesligaspielen, wieder zurück zu Red Bull Brasil, wo er sofort an den Ituano FC verkauft wurde. Bis Ende 2015 tingelte er noch durch unterklassige Klubs Brasiliens. Dann beendete er seine aktive Laufbahn.

## Erfolge
Red Bull Brasil
- Staatsmeisterschaft von São Paulo Série B (4. Liga): 2009
- Staatsmeisterschaft von São Paulo Série A3 (3. Liga): 2010

Brasiliense
- Distriktmeisterschaft von Brasília: 2013